# Canton de Nice-5
Le canton de Nice-5 est une division administrative française, située dans le département des Alpes-Maritimes et la région Provence-Alpes-Côte d'Azur.
À la suite du redécoupage cantonal de 2014, les limites territoriales du canton sont remaniées.

## Histoire

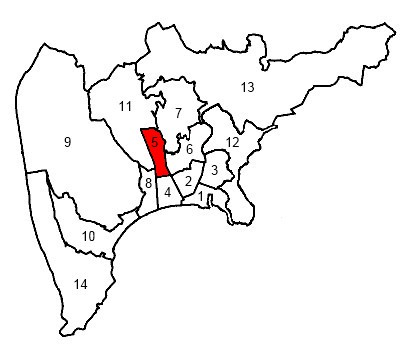
Situation du canton de Nice-5 dans la ville de Nice avant 2015.

Le canton est créé par le décret du 19 janvier 1955 qui redéfinit les limites des cantons de Nice-1, Nice-2, Nice-3 et Nice-4 et intègre dans ce périmètre deux nouveaux cantons : Nice-5 et Nice-6.
Quartiers de Nice inclus dans le canton avant 2015 :
- Joseph-Garnier
- Saint-Barthélémy
- Gorbella
- Fontaine du Temple

Par décret du 24 février 2014, le nombre de cantons du département est divisé par deux, avec mise en application aux élections départementales de mars 2015. Le canton de Nice-5 est conservé et voit ses limites territoriales remaniées.

## Représentation

### Conseillers généraux de l'ancien canton de Nice-5 (créé en 1955, décret du 19 janvier 1955)
| Période | Période | Identité                     | Étiquette | Qualité |
| ------- | ------- | ---------------------------- | --------- | --- |
| 1955    | 1973    | Ferdinand Garino (1895-1978) | RGR       | Directeur honoraire des services administratifs de la ville de Nice Maire de Falicon (1935-1965) Vice-président du conseil général Suppléant du député Jean Médecin (1958-1962) |

### Conseillers généraux du canton de Nice-5 (de 1973 à 2015)
| Période | Période          | Identité                                            | Étiquette            | Qualité |
| ------- | ---------------- | --------------------------------------------------- | -------------------- | --- |
| 1973    | 1990 (démission) | Jacques Médecin                                     | RPR                  | Maire de Nice (1966-1990) Ancien conseiller général du canton de Nice-4 Président du Conseil Général (1973-1990) Député (1967-1976 et 1978-1988) Secrétaire d'État (1976-1978) |
| 1990    | 1998             | Geneviève Assemat-Médecin (sœur de Jacques Médecin) | RPR                  | Hôtelière à Nice |
| 1998    | 2015             | Patrick Mottard                                     | PS puis DVG puis PRG | Conseiller municipal de Nice |

### Conseillers départementaux depuis 2015
| Période élective | Période élective | Mandat | Mandat   | Identité         | Nuance | Nuance | Qualité                      |
| ---------------- | ---------------- | ------ | -------- | ---------------- | ------ | ------ | ---------------------------- |
| 2015             | 2021             | 2015   | 2021     | Franck Martin    |        | LR     | Conseiller municipal de Nice |
| 2015             | 2021             | 2015   | 2021     | Catherine Moreau |        | UDI    | Adjointe au maire de Nice    |
| 2021             | 2028             | 2021   | en cours | Franck Martin    |        | LR     | Adjoint au Maire de Nice     |
| 2021             | 2028             | 2021   | en cours | Catherine Moreau |        | HOR    | Adjointe au Maire de Nice    |

#### Élections de mars 2015
À l'issue du premier tour des élections départementales de 2015, deux binômes sont en ballottage : Franck Martin et Catherine Moreau (Union de la Droite, 35,66 %) et Chantal Agnely et Marc Gerios (FN, 29,39 %). Le taux de participation est de 45,73 % (13 340 votants sur 29 172 inscrits) contre 48,55 % au niveau départemental et 50,17 % au niveau national.
Au second tour, Franck Martin et Catherine Moreau (Union de la Droite) sont élus avec 64,26 % des suffrages exprimés et un taux de participation de 43,58 % (7 411 voix pour 12 715 votants et 29 174 inscrits).

#### Élections de juin 2021
Le premier tour des élections départementales de 2021 est marqué par un très faible taux de participation (33,26 % au niveau national). Dans le canton de Nice-5, ce taux de participation est de 31,14 % (8 954 votants sur 28 755 inscrits) contre 34,55 % au niveau départemental. À l'issue de ce premier tour, deux binômes sont en ballottage : Franck Martin et Catherine Moreau (Union à droite, 34,45 %) et Norbert Marqueyrol et Chrystelle Oculi (RN, 30,94 %).
Le second tour des élections est marqué une nouvelle fois par une abstention massive équivalente au premier tour. Les taux de participation sont de 34,3 % au niveau national, 37,61 % dans le département et 34,39 % dans le canton de Nice-5. Franck Martin et Catherine Moreau (Union à droite) sont élus avec 66,5 % des suffrages exprimés (6 148 voix pour 9 888 votants et 28 753 inscrits),,.

## Composition
Le canton de Nice-5 se compose d’une fraction de la commune de Nice.
| Nom                          | Code Insee | Intercommunalité           | Superficie (km2) | Population (dernière pop. légale)                 | Densité (hab./km2) | Modifier                                    |
| ---------------------------- | ---------- | -------------------------- | ---------------- | ------------------------------------------------- | ------------------ | ------------------------------------------- |
| Nice (bureau centralisateur) | 06088      | Métropole Nice Côte d'Azur | 71,92            | Fraction : 47 903 (2022) Commune : 353 701 (2022) | 4 918              | modifier les données · modifier les données |
| Canton de Nice-5             | 0619       |                            |                  | 47 903 (2022)                                     |                    | modifier les données                        |

## Démographie

### Démographie avant 2015
| 1962 | 1968 | 1975 | 1982 | 1990   | 1999   | 2006   | 2011   | 2012   |
| ---- | ---- | ---- | ---- | ------ | ------ | ------ | ------ | ------ |
| -    | -    | -    | -    | 28 933 | 28 805 | 29 482 | 29 226 | 29 083 |

### Démographie depuis 2015
En 2022, le canton comptait 47 903 habitants, en évolution de +3,71 % par rapport à 2016 (Alpes-Maritimes : +2,85 %, France hors Mayotte : +2,11 %).
| 2013   | 2018   | 2022   |
| ------ | ------ | ------ |
| 45 235 | 45 789 | 47 903 |